# 贾闰甫
賈閏甫（?—?），隋朝末年河东人，贾务本的儿子，瓦岗军将领。
贾务本为张须陀部将，大业十二年（616年），张须陀战死，贾务本伤重去世。隋炀帝诏命光禄大夫裴仁基为河南讨捕大使，替代张须陀统领賈閏甫、秦叔宝、罗士信等部下，迁到虎牢镇守。大业十三年（617年）四月，裴仁基和监军御史萧怀静有矛盾，贾闰甫劝裴仁基投降李密，裴仁基问：“萧御史怎么办？”贾闰甫说：“萧御史就象栖身在树枝上的鸡，他如果不知随机应变，就在于您的一刀了。”裴仁基派贾闰甫去向李密请降。李密大喜，任命贾闰甫为元帅府司兵参军，兼直记室事，让他向裴仁基复命，并且写书信抚慰裴仁基。萧怀静秘密上奏，裴仁基杀死萧怀静，率部众以虎牢城向李密投降。
武德元年（618年）九月，李密打开洛口仓分发粮食，取米的人随便取多少，有的人离开粮仓后，拿不动，丢在街上，从仓城到外城门，路上的米有几寸厚，被车马践踏，洛水两岸十里范围内，看上去象蒙上一层白沙。李密很高兴，对贾闰甫自称足食。贾闰甫回答：“百姓是国家的根本，粮食是百姓的生存依靠。现在百姓像潮水一样涌来，因为他们的生存依靠在这里的。仓署却不爱惜，这样糟踏，我怕一旦没有了米，百姓也就散了，明公又靠什么来完成大业呢？”李密任命贾闰甫为判司仓参军事。十月，李密败于王世充，归降唐朝。李密手下的刘德威、贾闰甫、高季辅等人，或以城镇，或率领部下，相继前来降唐。
十一月二十九日，唐高祖派李密往崤山以东，收服他尚未归附的余部。李密请求和贾闰甫一同去，皇上答应了他的请求，命李密和贾闰甫一起登上御榻，赐给他们食品，传着喝了卮中的酒说：“我们三人一同饮这杯酒，来表明同心。二位建立功勋，以称朕心。大丈夫一言，千金不改。有人确坚持不让兄弟东去，朕以真心对兄弟，不是别人能够离间的。”李密、贾闰甫再三拜谢受命。唐高祖又以王伯当为李密的副手派他去山东。途中，高祖又让李密入朝，另外接受安排。李密到稠桑，接到敕书，对贾闰甫说：“敕书派我去山东，又无故召我回去，天子曾说有人坚持不让我东去，现在这谗言起作用了。我现在如果回去，必定被杀。不如攻陷桃林县，取了县里的兵粮，北渡黄河。消息到了熊州时，我已走远。如果我们能到黎阳，大事定能成功，公意如何？”贾闰甫说：“主上待明公非常好，何况国家李姓，符合图谶，天下终要统一。明公既然已经归唐，却又产生异图；任瓌、史万宝在熊州、谷州二州，这事早晨发动，他们的军队晚上就会赶到。虽能攻陷桃林，哪里有功夫召集士兵。一旦被称为叛逆，谁能容纳？我为明公设想，不如暂按朝廷命令，表明没有异心，那些谗言自然不起作用了。明公再想出关前往山东，可以慢慢计划。”李密生气地说：“唐朝让我和韩信一样与周勃、灌婴同列，怎能忍受？况且我和李渊都应了谶文。今天不杀我，听任我东进，足可证明王者不死；纵然唐朝平定了关中，山东最后也为我所有。上天给的不拿，却要白送给他人！贾公，是我的心腹，为什么这样想！如果不能同心，就斩了你再走！”贾闰甫流着泪说：“明公虽说也应图谶，但近来观察天道人事，已经渐渐不相应了。现在海内分崩，人人想要独断专行，强者称雄；明公又开始逃亡，谁能再听调遣？况且自从杀翟让后，人人都说明公弃恩忘本，现在谁还肯把自己的军队交给你？他们一定怕你夺下兵权，就加以抵抗，一朝失势，岂有立足之地？我如果不是蒙受明公恩典，怎会深言不讳！但愿明公好好考虑，恐怕没有大的福气。如果明公有安身之处，贾闰甫又怎能怕死？”李密非常生气，举刀要砍贾闰甫；王伯当等人劝住，于是放了贾闰甫。贾闰甫逃往熊州。王伯当也劝阻李密，认为不可以起事，李密不听。最终李密和王伯当于事败被杀。贾閏甫作《李密傳》三卷。